# Sharon Menard
 Sharon Menard  (* 1934) ist eine US-amerikanische Mathematikerin und Informatikerin. Sie beschäftigte sich fast vierzig Jahre lang mit der Weiterentwicklung von Computern und Telekommunikation.

## Leben und Forschung
Menard absolvierte 1956 ein Mathematikstudium an der damaligen Carnegie Tech (heute: Carnegie Mellon University) in Pittsburgh, Pennsylvania, wo in dem Jahr die Ankunft des ersten IBM-Computers auf dem Campus erfolgte. Sie erhielt bei IBM eine Ausbildung, bei der sie die Bereiche der Computertechnik und Computerprogrammierung lernte und begann ihre Karriere mit Systemevaluierung, Fehleranalyse, Wartung und Diagnoseprogrammierung an Luftverteidigungssystemen. Diese Arbeit war ein Sprungbrett für ihre Karriere in den Bereichen Computeranwendungen, Spitzentechnologien und Forschung. Während ihrer Zeit bei IBM untersuchte sie, ob Computer für verschiedene Zwecke eingesetzt werden können, von der Herzüberwachung und Herzdiagnose bis zur Automatisierung eines Stahlwerks. Sie entwickelte automatisierte Ansätze für die computergestützte Erstellung von Karten für die US-Armee und arbeitete mit der IBM Vertriebsorganisation zusammen, um technischen Support für computergestützte Flugreservierungssysteme und Nachrichtensysteme zu leisten. 1962 wurde sie Chefprogrammiererin für den IBM-Pavillon auf der Weltausstellung 1963 in New York City. Sie war eine von nur drei Frauen, die zu der Zeit in technischen Positionen in der IBM Kingston Military Products Division arbeiteten. Sie wurde eine der ranghöchsten Frauen im technischen Management bei IBM. Nach 13 Jahren verließ sie IBM und gründete eine Bildungsberatungsfirma, um Frauen und Minderheiten weitere Möglichkeiten im Bildungssystem zu bieten. Das US-Bildungsministerium unterstützte ihre Forschung und veröffentlichte das Produkt des Projekts, ein Buch mit dem Titel „How High the Sky? How Far the Moon? An Educational Program for Girls and Women in Math and Science“. In den frühen 1980er Jahren arbeitete sie im Bereich des Designs von Mensch-Computer-Schnittstellen bei Bell Labs und bei einem Start-up-Unternehmen für Computergrafik. Danach arbeitete sie bei einem der neu gegründeten Unternehmen von US West bei US West Advanced Technology. Hier war sie technische Managerin für Systemarchitektur und Technologieprognose. 1989 gründete sie das Information Networking Institute (INI), das erste Forschungs- und Bildungszentrum des Landes für Informationsnetzwerke. Sie ging 1993 in den Ruhestand und wurde die erste stellvertretende Vorsitzende der Planungskommission in Boulder County, Colorado.

## Veröffentlichungen
- Transportation systems in growth management, 1979
- A very special book : a compendium of sex desegregation strategies and techniques, Women's Educational Equality Act Program/U.S. Dept. of Health, Education and Welfare, 1977
- Sex role stereotyping in the Boulder school system : a report by the Education Task Force of the Boulder Chapter of the National Organization for Women (NOW), 1974